# 과조향

과조향(Oversteer)

과조향 (Oversteer)이란 코너링을 하려고 시도하거나 이미 코너링 중인 자동차에서 나타나는 특성이다. 코너링 포스 (cornering force, a.k.a. lateral force. 코너링 할 때 밖으로 밀려나는 원심력을 억제하는 타이어의 힘) 가 자동차의 코너링 방향으로 회전력 (rotational torque or moment) 을 일으키는 경우를 과조향이라고 한다. 반대 개념은 저조향 (understeer)이다.
과조향 특성이 있는 자동차는 loose 혹은 free라고 불린다. 과조향은 dynamically unstable 상태이다; 즉, 만약 컨트롤을 잃게 되면 차는 스핀하게 된다는 의미이다.

## 원인
자동차의 과조향은 트랙션, 공기역학, 서스펜션, 운전자의 조작 등에 영향을 받는다. 또한 코너링 중 가속에 의해 발생할 수도 있다. 일반적으로 과조향은 뒷타이어의 슬립앵글이 앞타이어의 그것을 초과할 때 발생하며 이는 전후타이어의 슬립앵글이 작을 때에도 발생할 수 있다. "제한적 과조향(limited oversteer)"은 코너링 중 뒷타이어의 가로방향 트랙션 (lateral traction) 이 한계를 넘고 앞타이어는 그렇지 않을 때 발생하며 그 결과 차의 꽁무니가 코너의 바깥쪽으로 밀려나가게 된다. 어포짓 락 (opposite lock) 이라고 하는 운전 테크닉은 이런 상태를 발생시키기 위한 것이다. 트레일링 쓰로틀 오버스티어 (Trailing Throttle Oversteer or TTO) 혹은 리프트오프 오버스티어 (Lift-off oversteer, snap oversteer)는 차의 하중을 뒤에서 앞으로 이동시킬때 나타나는 것으로, 이 현상은 차가 가속을 하며 코너링 할 때 관성에 의해 무게중심이 차의 뒤쪽에 있다가 갑자기 가속을 중지하면 무게중심이 갑자기 앞으로 이동하면서 뒷타이어의 트랙션이 떨어지게 되는데, 이 때 이미 뒷타이어가 트랙션 한계에 도달해 있었다면 거의 확실하게 TTO가 일어난다.
후륜구동 자동차는 과조향을 더 잘 일으키는 경향이 있는데, 특히 급한 코너에서 가속을 하는 경우 그렇다. 이는 뒷타이어가 코너링 포스와 엔진토크를 모두 감당해야 하기 때문에 더 잘 미끄러질 수 있기 때문이다.

## 같이 보기
- 드리프트 주행